# Zelvenski Rajon
Zelvenski Rajon (vitryska: Зэльвенскі Раён, ryska: Zel’venskiy Rayon) är ett distrikt i Belarus. Det ligger i voblasten Hrodna voblast, i den västra delen av landet, 190 km väster om huvudstaden Minsk.